# Callyspongia coppingeri
Callyspongia coppingeri är en svampdjursart som först beskrevs av Ridley 1881.  Callyspongia coppingeri ingår i släktet Callyspongia och familjen Callyspongiidae. Inga underarter finns listade i Catalogue of Life.